# Кызыл-Маяк (Башкортостан)
Кызыл-Маяк (баш. Ҡыҙыл Маяк) — деревня в Куюргазинском районе Республики Башкортостан Российской Федерации. Входит в состав Мурапталовского сельсовета.

## География

### Географическое положение
Расстояние до:
- районного центра (Ермолаево): 41 км,
- центра сельсовета (Новомурапталово): 7 км,
- ближайшей ж/д станции (Мурапталово): 6 км.

## Население
| 2002 | 2009 | 2010 |
| ---- | ---- | ---- |
| 31   | ↗36  | ↗40  |

### Национальный состав
Согласно переписи 2002 года, преобладающая национальность — татары (64 %).